# Håkan Magnusson (militär)
Sven Håkan Magnusson, född 2 september 1958 i Karlskrona stadsförsamling i Blekinge län, är en svensk militär.

## Biografi
Magnusson avlade sjöofficersexamen vid Sjökrigsskolan 1981 och utnämndes samma år till löjtnant i flottan. Han befordrades till kapten 1983 och till örlogskapten 1989, varefter han tjänstgjorde vid 3. ytstridsflottiljen. Han befordrades 1998 till kommendörkapten och 2003 till kommendör. Kring millennieskiftet var han chef för provturskommandot för de nya korvetterna av  Visby-klass. Han var chef för Planeringsavdelningen i Krigsförbandsledningen vid Högkvarteret 2003–2004 och chef för 2. ytstridsflottiljen under 2004. Åren 2005–2006 var han ställföreträdande chef för Sjöstridsskolan, varpå han var ordinarie chef 2006–2011. Han var chef för Marinbasen 2011–2014 och är sedan 2014 chef för Marinavdelningen i Produktionsledningen i Högkvarteret.
Magnusson utsågs till chef för Marinstaben på Muskö från 1 januari 2019. Han efterträddes av kommendör Fredrik Palmquist den 1 juni 2019.
Håkan Magnusson invaldes 2000 som ledamot av Kungliga Örlogsmannasällskapet.